# Ранавалуна II
Ранавалуна II (1829, Амбатоманоина, Малагасийское королевство — 13 июля 1883, Антананариву, Малагасийское королевство) — королева Имерины с 3 апреля 1868 года по 13 июля 1883 года.

## Биография
Ранавалуна II была вдовой Радамы II. После смерти своей двоюродной сестры королевы Расухерины Ранавалуна взошла на престол. В 1868 году она приняла крещение и объявила английский протестантизм государственной религией. Время её правления характеризуется в истории Мадагаскара быстрым приобщением мадагаскарского общества к европейской культуре, экономическим ростом, строительством школ, принятием первого свода законов, а также конфликтом с Францией, переросшим в Первую франко-малагасийскую войну. Ранавалуна II правила вместе с мужем премьер-министром Райнилайаривуни.
После её смерти на трон взошла Ранавалуна III — последняя королева Мадагаскара.